# کتیگ
کتیگ (به آلمانی: Kettig) یک شهر در آلمان است که در ماین-کبلنتس واقع شده‌است. کتیگ ۳٬۳۲۵ نفر جمعیت دارد.